# Macrochaetus longisetus
Macrochaetus longisetus is een raderdiertjessoort uit de familie Trichotriidae. De wetenschappelijke naam van deze soort is voor het eerst geldig gepubliceerd in 1991 door Sudzuki.